# Bamendjingmeer
Het Bamendjingmeer is een stuwmeer in de departementen Ouest en Nord-Ouest van Kameroen. Het stuwmeer stuwt de rivier de Noun nabij Bamendjing, waaraan het stuwmeer haar naam aan te danken heeft. De desbetreffende stuwdam was gebouwd in 1975.
Abayameer · Abbemeer · Abijattameer · Afrerameer · Albertmeer · Assalmeer · Awasameer · Bamendjingmeer · Bangweulumeer · Baringomeer · Basakameer · Bittermeren · Cahora Bassa · Chamomeer · Delcommunemeer · Edwardmeer · Fitrimeer · Georgemeer · Guiersmeer · Hajkmeer · Kabambameer · Kabelemeer · Kabwemeer · Karibameer · Kisalemeer · Kitshomponshimeer · Kivumeer · Kokameer · Kyogameer · Lac Rose · Langanomeer · Mai-Ndombemeer · Manantalimeer · Malawimeer · Manyekemeer · Mofwelagune · Mwerumeer · Mweru-Wantipameer · Naivashameer · Nakurumeer · Nassermeer ·   Nyosmeer · Nzilomeer · Shalameer · Tanameer · Tanganyikameer · Tele-meer · Toshkameren · Tshangalelemeer · Tsjaadmeer · Tumbameer · Turkanameer · Upembameer · Victoriameer · Voltameer · Walilupemeer · Zimbambomeer · Ziwaymeer